# Dmitrij Kondraťjev
Dmitrij Jurjevič Kondraťjev (rusky Дмитрий Юрьевич Кондратьев, * 25. května 1969 v Irkutsku, Irkutské oblasti, RSFSR, SSSR) byl původně pilot ruského vojenského letectva, od prosince 1997 do srpna 2012 byl ruským kosmonautem, členem oddílu kosmonautů CPK. Od roku 2009 se připravoval na svůj první kosmický let na Mezinárodní vesmírnou stanici (ISS) jako člen Expedice 26 a 27, na oběžné dráze strávil 159 dní v prosinci 2010 – květnu 2011.

## Život

### Mládí
Dmitrij Kondraťjev pochází ze sibiřského Irkutsku, mládí prožil ve střední Asii. Roku 1986 dokončil střední školu v Alma-Atě, poté studoval na Kačinské vojenské vysoké letecké škole, absolvoval ji roku 1990.
Po škole sloužil v učební letecké jednotce na Urale, od října 1990 byl přeložen na Dálný východ, do Amurské oblasti. Po roce byl převelen do Karélie. Roku 1997 získal kvalifikaci vojenského letce 1. třídy.

### Kosmonaut
Přihlásil se k výběru kosmonautů, 28. června 1997 získal doporučení Státní meziresortní komise k výcviku a 26. prosince 1997 byl zařazen do oddílu kosmonautů CPK. Absolvoval dvouletou všeobecnou kosmickou přípravu a 1. prosince 1999 získal kvalifikaci zkušební kosmonaut.
Od ledna 2000 byl zařazen mezi kosmonauty připravující se na lety na Mezinárodní vesmírnou stanici (ISS). V květnu 2000 získal druhý diplom na Moskevské státní univerzitě ekonomie, statistiky a informatiky, kde studoval obor informační systémy.

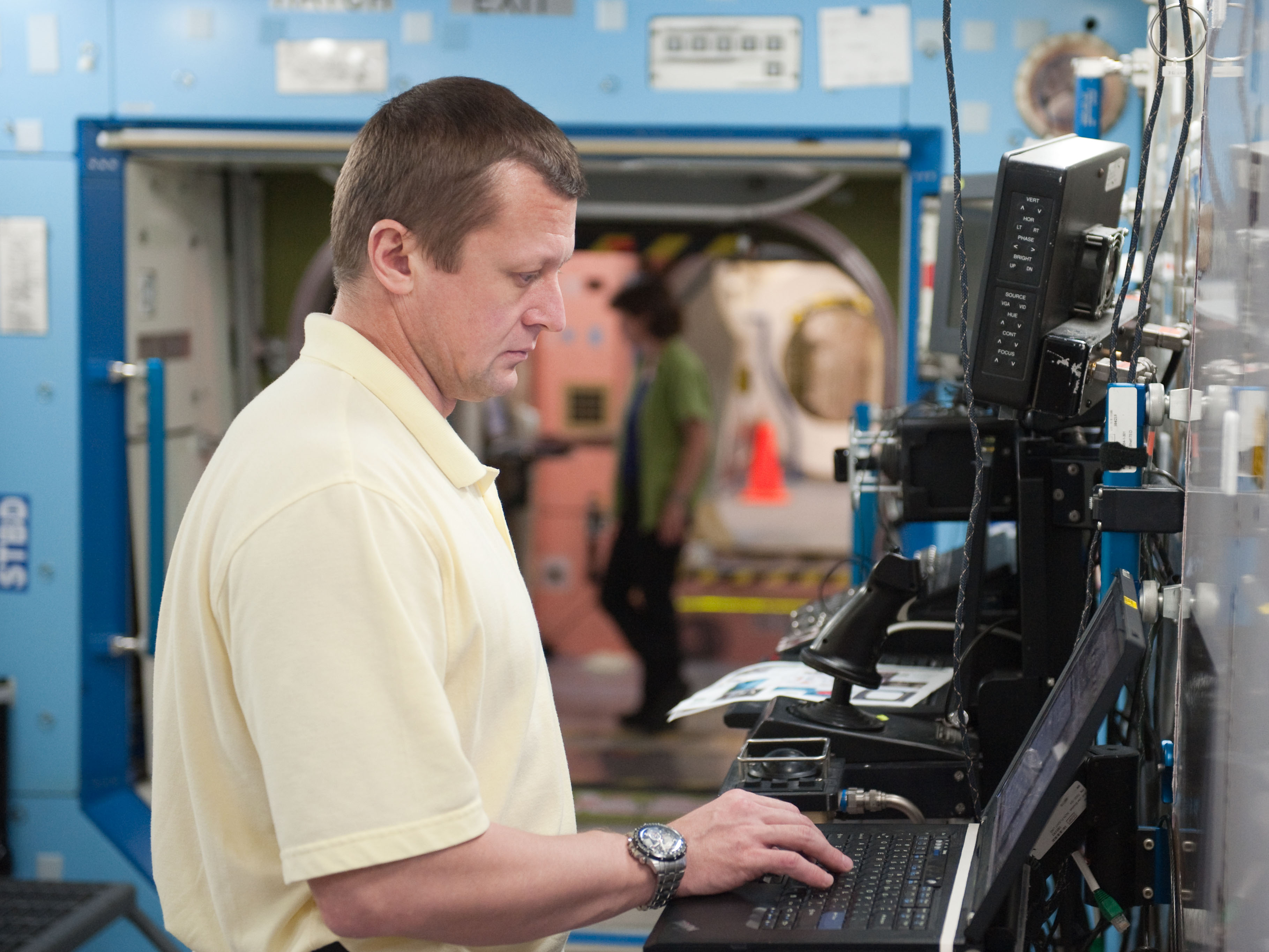
Dmitrij Kondraťjev při výcviku v Johnsonovu vesmírném středisku v Houstonu, 14. září 2010.

Byl zařazen do zálohy Expedice 5, přípravu posádka zahájila v březnu 2001, Expedice 5 startovala v červnu 2002. Koncem roku 2003 byl zařazen do záložní posádky Expedice 13, začátkem následujícího roku přešel do hlavní posádky téže expedice, kterou tak tvořili Pavel Vinogradov, Daniel Tani a Kondraťjev. Roku 2005 ale z posádky vypadl.
V srpnu 2007 byl zařazen do záložní posádky Expedice 20 (odstartovala v květnu 2009). Paralelně se od července 2008 připravoval na let v posádce Expedice 25. V dubnu 2009 byl přeřazen do zálohy pro Expedici 24 (start v květnu 2010). V červenci 2009 byl současně jmenován do hlavní posádky Expedice 26, start v lodi Sojuz TMA-20 byl plánován na listopad 2010.
K prvnímu letu odstartoval v lodi Sojuz TMA-20 z kosmodromu Bajkonur 15. prosince 2010 v 19:09 UTC ve funkci velitele lodi společně s palubními inženýry Italem Paolo Nespolim a Američankou Catherine Colemanovou. Po obvyklém dvoudenním letu se 17. prosince Sojuz spojil s Mezinárodní vesmírnou stanicí. Na ISS strávil přes pět měsíců ve funkci palubního inženýra Expedice 26 a velitele Expedice 27. Dvakrát vystoupil do vesmíru, dohromady na 10 hodin a 12 minut. Vrátil se v Sojuzu TMA-20 s Nespolim a Colemanovou. Přistáli 24. května 2011 v 2:27 UTC v Kazachstánu, 147 km východně od Džezkazganu.
V prosinci 2011 se stal velitelem posádky Sojuzu TMA-14M, která měla letět na ISS v září 2014 jako součást Expedice 41/42. V Sojuzu s ním měli letět Jelena Serovová a Barry Wilmore.
V létě 2012 byl propuštěn z armády, o převedení mezi civilní zaměstnance Střediska přípravy kosmonautů nepožádal a tak od srpna 2012 přestal být členem oddílu kosmonautů. Po propuštění si našel práci v komerční společnosti. V Expedici 41/42 ho nahradil Alexandr Samokuťajev.

## Vyznamenání
- Hrdina Ruské federace (3. března 2012),[1]
- Letec-kosmonaut Ruské federace (3. března 2012).[1]